# Gouffre de Padirac
Le gouffre de Padirac est l'entrée monumentale d'une cavité naturelle, situé dans le Lot en France, d'une dimension de 35 mètres de diamètre environ. Au fond de ce gouffre, à 103 mètres de profondeur, coule une rivière souterraine qui parcourt une partie d'un grand réseau de plus de 55 kilomètres de développement.

## Géographie
Le gouffre de Padirac est situé dans la commune de Padirac, dans le département du Lot, dans la région Occitanie, en France. Il se trouve au nord de Gramat, dans la région historique du Quercy et s'ouvre dans les calcaires jurassiques du causse de Gramat.

## Formation géologique

### La formation du calcaire
La rivière souterraine de Padirac s’écoule au cœur d’un immense plateau calcaire : les causses du Quercy. L’omniprésence du calcaire dans la région s’explique par une transgression marine généralisée au cours de la période Jurassique. Pendant cette période, le paysage local s’apparentait à des lagons tropicaux permettant l’accumulation d’une grande quantité de sédiments marins à l’origine du calcaire. Plus précisément, les galeries de Padirac recoupent deux unités d’âges différents : une unité inférieure datant du Bajocien supérieur et une unité supérieure datant du Bathonien inférieur.

### La formation du réseau karstique et du gouffre de Padirac
Les galeries sont beaucoup plus jeunes que la roche. Après la mise en place de la vallée de la Dordogne, le creusement karstique a pu commencer au cours de la période Quaternaire, il y a seulement 1 ou 2 millions d’années, grâce à des circulations d’eaux d’infiltration (pluie ou pertes) dans un réseau de fissures connectées. Une rivière souterraine s’est mise en place, creusant la roche de haut en bas, essentiellement par dissolution (érosion chimique). Actuellement, l'érosion n'est plus active. La rivière souterraine de Padirac s’écoule en direction du nord-ouest, vers Montvalent, où elle rejoint la Dordogne, qui constitue son niveau de base.

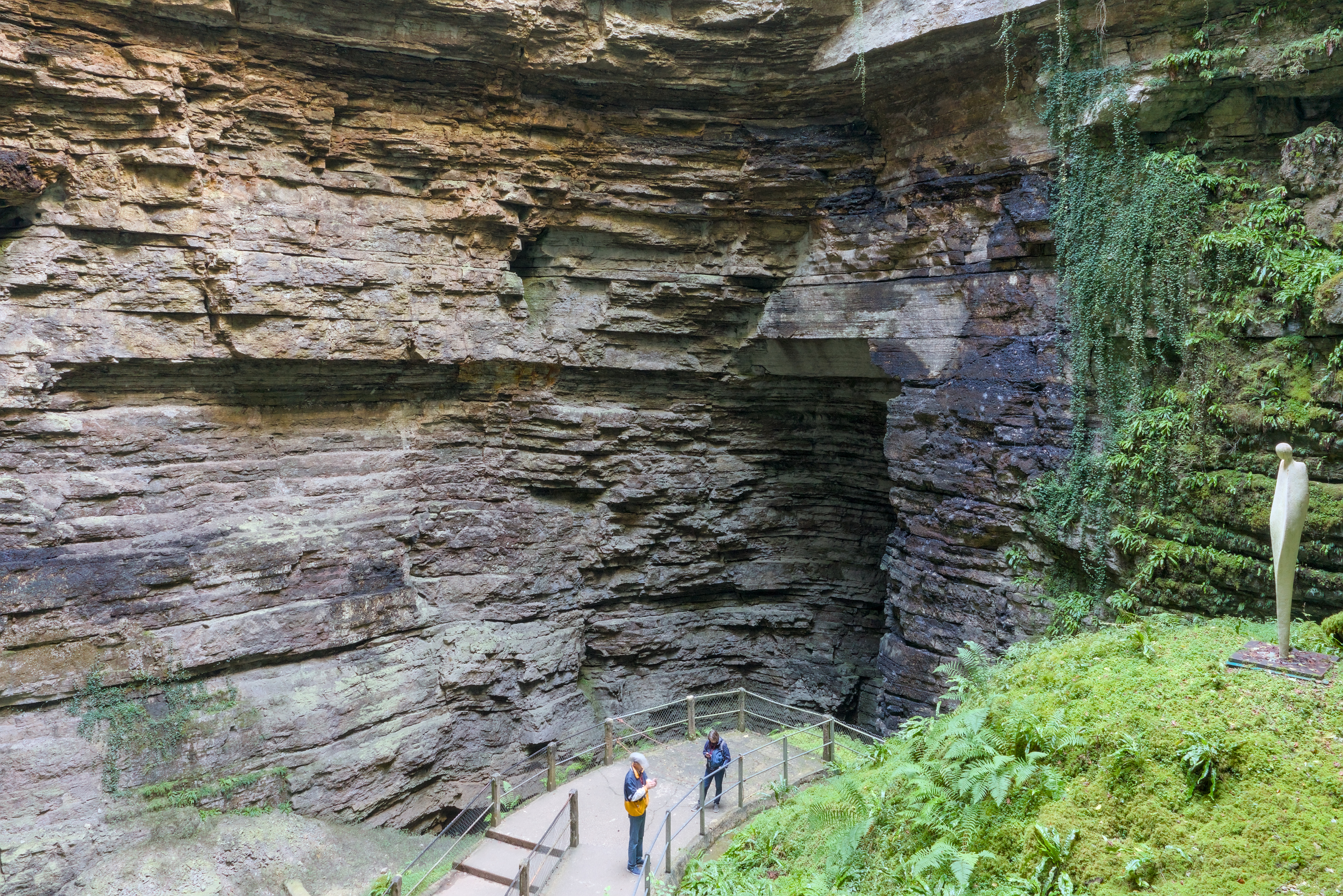
Intérieur du gouffre.

Le gouffre de Padirac s’est formé après la mise en place des galeries souterraines, il y a certainement plusieurs dizaines ou centaines de milliers d’années (c’est une estimation, il n'existe actuellement aucun moyen de savoir exactement quand s’est ouvert le plafond du gouffre). Le gouffre est une ancienne salle souterraine fermée par un plafond, un système annexe à la rivière, creusé également par des circulations d’eaux. L’érosion de surface a effectué un décapage des couches calcaires les unes après les autres par le haut jusqu’à recouper l’immense salle du gouffre. Le plafond s’est effrité et la salle s’est ouverte sur l’extérieur. Ce plafond s’est certainement ouvert à la suite d'une succession de climats très froids (périglaciaires) favorisant l’érosion de la roche.

## Légendes
La légende raconte que saint Pierre (ou saint Martin) cheminait sur sa mule, en quête d'âmes à sauver, sur la voie romaine allant d'Autoire à Montvalent. Soudain Satan apparait et lui propose une épreuve avec comme enjeu les âmes des damnés qu'il emporte en enfer. Le diable frappe le sol de son talon et un gouffre apparaît. La mule et son cavalier franchissent l'obstacle d'un bond extraordinaire dont il subsiste toujours les marques laissées par les sabots dans le rocher. Le diable furieux retourne dans les entrailles de la terre par le trou béant qui devient dans l'imaginaire collectif une porte des enfers.
Une autre légende voudrait qu'à la fin de la guerre de Cent Ans, les Anglais aient enfoui dans le gouffre un riche butin cousu au préalable dans une peau de veau. Lorsque Édouard-Alfred Martel acheta les terrains situés au-dessus de la rivière souterraine, les propriétaires exigèrent l'insertion d'une clause leur réservant une part de l'éventuel trésor.

## Histoire
En 1907, il existait encore un petit mur en pierres sèches et les restes d'un foyer sur le sol du talus détritique du gouffre. Armand Viré pensait que ces vestiges avaient été laissés par des vaincus de la guerre de Cent Ans. Des cendres, des charbons, des débris de cuisine et des armes y ont été trouvés et furent par la suite exposés au public dans une vitrine à l'entrée du gouffre. Il fut habité à la fin du XIVe siècle ainsi qu'en fin du XVIe siècle. 
En 1595, d'après François de Chalvet de Rochemonteix, les hommes profitent des conditions climatiques du lieu pour en extraire « un fort bon salpêtre ».
En 1867, la justice fit remonter le corps d'une jeune fille assassinée.
Édouard-Alfred Martel rapporte que vers 1865 - 1870, M. le comte Murat et M. de Salvagnac descendirent dans le puits d'entrée dans un grand panier retenu par des cordes. Le fils de M. de Salvagnac confia à Martel que son père y était descendu par curiosité ou à la suite d'un pari. Mais ils ne remarquèrent pas le petit orifice qui conduit à la grande galerie où s'écoule la rivière souterraine.
En 1889, le spéléologue Édouard-Alfred Martel fut le découvreur de la rivière souterraine du gouffre de Padirac.

## Exploration spéléologique
Le gouffre a servi de refuge aux habitants du causse de Gramat pendant la guerre de Cent Ans et au cours des guerres de Religion, mais il semble que ce soit seulement vers la fin du XIXe siècle, à la suite d'une violente crue de la rivière, qu'une communication praticable se soit ouverte entre le fond du puits et les galeries souterraines.
Dans les années 2010, le gouffre de Padirac est l'une des entrées d'un réseau souterrain de plus de 40 kilomètres de développement pour plus de 250 mètres de dénivelé. Il est classé parmi les cent plus longues cavités souterraines naturelles. De nombreuses parties de ce réseau restent encore à explorer et à topographier.

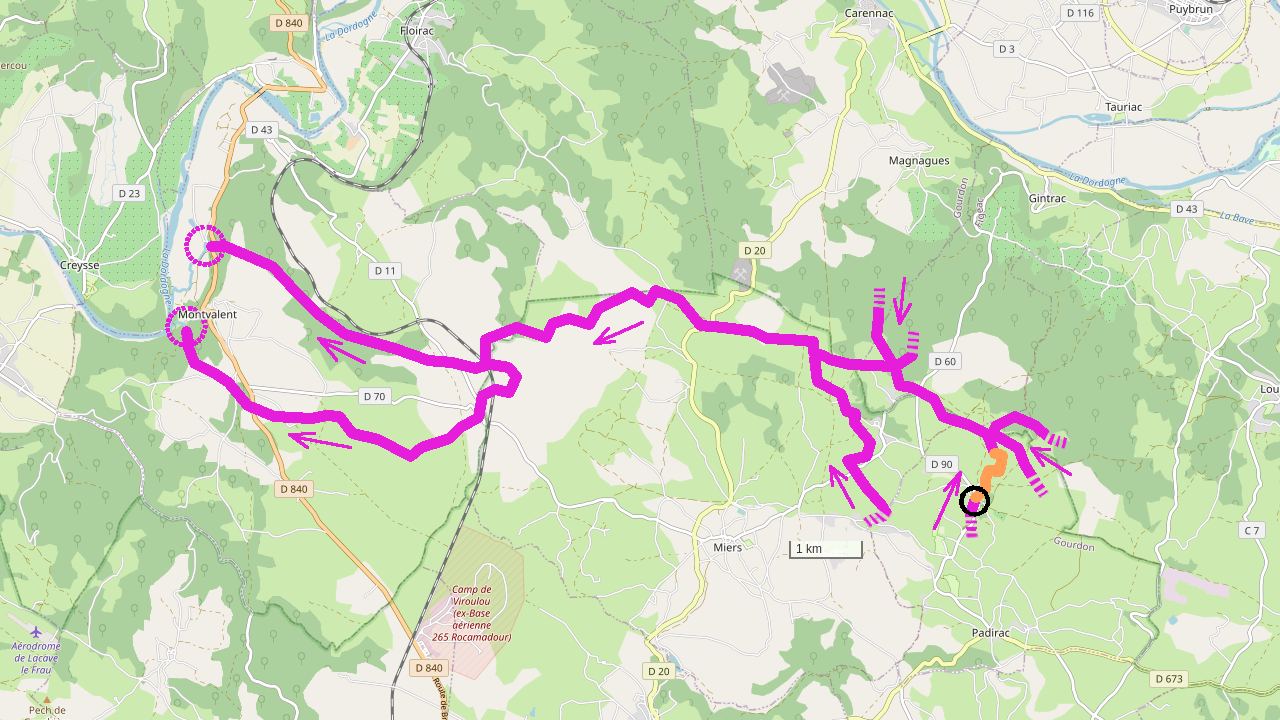
Tracé approximatif de la rivière de Padirac.

### Les explorations d'Édouard-Alfred Martel

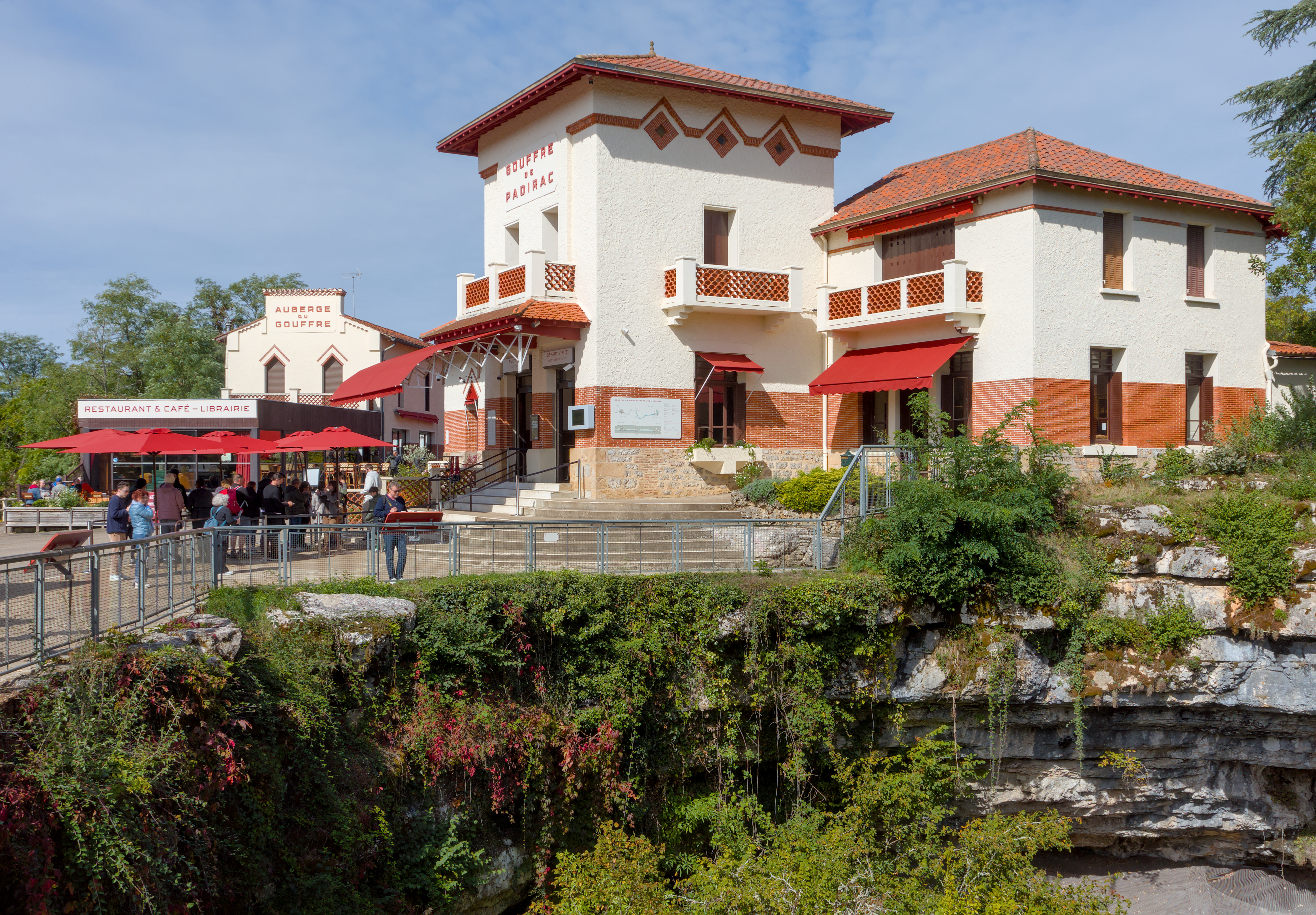
Les bâtiments d'accueil des visiteurs, et le gouffre au premier plan.

L'exploration du gouffre de Padirac (le « trou du diable ») a été menée par Édouard-Alfred Martel à partir de 1889 avec l'appui du curé du village, l'abbé Joseph de Laroussilhe, un homme érudit, qui faisait le lien avec les villageois et facilitera l'achat de terrains par E-A. Martel lorsque celui-ci entreprendra d'ouvrir l'accès du site au public. 
Arrivés à midi, le 9 juillet 1889, Martel, Gaupillat, Armand, Foulquier, assurés par six hommes de manœuvre, descendent à l'échelle les 54 mètres du puits d'entrée. Martel et Foulquier lèvent la topographie pendant que Gaupillat prend des photographies. Ils explorent vers l'amont la galerie de la grande arcade et vers l'aval la rivière (- 103 m). Ils s'arrêtent à plus de 400 m du puits d'entrée sur de l'eau profonde.
Le lendemain, dès 4 heures du matin, ils redescendent avec un bateau de type Osgood baptisé le Crocodile. À 10 heures, Martel et Gaupillat embarquent, passent le lac de la pluie, la grande pendeloque, le rétrécissement du pas du Crocodile, le lac des grands gours (terminus actuel des touristes), le passage des étroits, les tunnels. Ils rebroussent chemin au 34e jour, à environ 2 km du puits d'entrée.
Le 9 septembre 1890 à 14 heures, Martel, ses compagnons de 1889 et Louis de Launay, professeur à l'École des mines, sont de retour, entourés par plus de mille personnes. À minuit, trois bateaux sont sur la rivière. Un peu avant le lac des grands gours, ils grimpent une pente et découvrent une grande salle de 60 m par 40 m dont la voûte s'élève à plus de 70 m au-dessus du petit bassin qui en occupe le sommet (dans le circuit touristique actuel). Ils la baptisent salle des sources du mammouth. Ils reprennent ensuite la navigation vers l'aval et à 5 heures du matin, ils dépassent le terminus de 1889. 500 mètres plus loin, exténués, à 7 heures, ils buttent sur la grande barrière : une coulée stalagmitique de 18 m qui barre la rivière. À 16 heures, ils ressortent du gouffre aérien.
La troisième exploration a lieu le samedi 28 septembre 1895. Martel et ses deux passagers font naufrage et s'en sortent de justesse.
En 1896, Martel descend avec l'ingénieur Fontaine pour étudier l'aménagement touristique du gouffre et de la rivière.
En 1898, Giraud parcourt à la nage, éclairé par une bougie, une galerie de 150 m au niveau du lac près du terminus actuel des touristes. Armand Viré reconnaît, sur 200 m, une galerie affluente qui porte son nom.
Le 14 avril 1899, Edmond Albe et Armand Viré escaladent la grande barrière et élargissent au marteau et à la pointerolle le laminoir à son sommet. La rivière profonde se poursuit derrière. Le 9 mai, ils atteignent l'amont des terrasses, un énorme empilement de strates, que Martel franchit les 13 et 14 décembre 1899.
Les 29, 30, et 31 mai 1900, après avoir évincé peu élégamment Albe et Armand Viré, accompagné de quatre guides, Martel gagne 250 m et s'arrête devant la barrière du fuseau. Il estime alors que son terminus est la « fin humainement possible », il interdira alors toute expédition ultérieure à Padirac.
Martel a parcouru et topographié 2 750 m de galerie dont 2 300 pour la principale. Il estimait, à tort, que l'exsurgence se situait à Gintrac (voir exploration de 1947).

### Les explorations de Guy de Lavaur

#### Reprise des explorations en 1937
En juillet 1937, William Beamish, président de la Société d'exploitation du Gouffre de Padirac, abroge l'interdiction de Martel pour remercier Guy de Lavaur de l'avoir fait descendre à l'igue de Saint-Sol (galerie amont des grottes de Lacave). Deux jours plus tard, Guy de Lavaur et Raymond de Candolle aperçoivent une suite après une escalade au terminus Martel de mai 1900, à la Barrière du Fuseau. De retour le lendemain avec William Beamish et Toussaint, ils progressent de 20 mètres et bloqués par une coulée stalagmitique, observent un orifice 12 mètres au-dessus de leurs têtes. Les 14 et 15 septembre 1938, de Lavaur revient avec Robert de Joly. Ce dernier franchit une nouvelle barrière qui porte son nom et prolonge de 400 m la reconnaissance du cours de la rivière souterraine.
La Seconde Guerre mondiale empêche toute exploration jusqu'en 1947.

#### Colorations des eaux
Martel avait déjà tenté à plusieurs reprises, mais sans succès, d'effectuer des colorations par quelques centaines de grammes de fluorescéine pour déterminer où ressortaient les eaux du réseau. De même, en 1938, Guy de Lavaur verse 4 kg de colorant au Goulet de la fluorescéine[pas clair], mais la quantité est trop faible pour être détectée aux exsurgences supposées.
Le 22 juillet 1947, 75 kg de fluorescéine (150 kg dilués à 50 %), fournis par la Commission de spéléologie du CNRS, sont versés au Lac des Grands Gours visible du terminus des touristes. Le colorant ressort près de la Dordogne sous Montvalent à l'exsurgence du moulin du Lombard le 4 novembre et à la fontaine Saint-Georges le 14 novembre. Les échantillons sont collectés par M. Delmas, secrétaire de mairie de Montvalent et leurs concentrations en fluorescéine sont déterminés par Félix Trombe. Après un épisode pluvieux, toute trace de fluorescéine disparait le 1er décembre 1947.
Aucun colorant n'est cependant repéré aux exsurgences du Gourguet et de la Finou alors que le lien entre le réseau Padirac et la Finou a été prouvé par la première traversée de 1996.

#### Reprise des explorations en 1947
Le 9 août 1947 au matin, une exploration de 31 heures permet d'avancer de 150 mètres par un fort étiage, qui plonge les spéléologues dans la boue. Elle rassemble Guy de Lavaur, son fils Géraud, Félix Trombe, Jean Lesur et Louis Conduché. Ce dernier escalade une paroi glaiseuse de 6 mètres et franchit la chatière qui porte son nom,.

#### Plongées de 1948
Le 18 juillet 1948 Guy de Lavaur plonge à l'exsurgence de Saint-Georges à Montvalent. Il est équipé d'un scaphandre autonome Cousteau-Gagnan, d'un vêtement protecteur contre le froid en caoutchouc mousse tranché de sa conception, d'une lampe électrique et d'un câble le reliant à la surface.
Madame de Lavaur avait fabriqué sur mesure cette première combinaison de plongée, en collant des plaques de caoutchouc mousse avec de la colle néoprène directement sur le maillot de bain style 1900 en jersey, porté par son mari.
À 12 mètres de profondeur, il pénètre dans le conduit souterrain descendant à 45 degrés de 5 à 6 mètres de large entre deux strates écartées d'environ 60 centimètres. Bloqué par son câble, il s'arrête à 30 mètres de profondeur et à 50 mètres de l'extérieur. Il décrit sa rencontre avec une demi-douzaine de poissons plats qui se cognent à lui. Il estime que « les hommes n'atteindront probablement pas Padirac par cette voie ».
Le 21 juillet 1948, il plonge dans le siphon au bout de la galerie de la Grande Arcade en amont du gouffre de Padirac. Il est vite arrêté par l'argile de la voûte basse du siphon.

#### Vers la rivière de Lavaur
En 1948, une nouvelle expédition implique entre autres Robert de Joly, Félix Trombe, Guy de Lavaur, Jacques Ertaud, Jean Susse, Jean Deudon et un détachement militaire, commandé par le lieutenant Auriol, comprenant camions, cuisines roulantes et poste radio. L'expédition souterraine compte au total 18 bateaux, de grandes quantités de matériel dont des éléments de parquet prêtés par le Génie sur lesquels seront montées les tentes. Ce matériel devait être acheminé sous terre sur plus de deux kilomètres et demi dans la salle du chaos, mais ils y renoncent au bout de 24 heures d'effort. L'acheminement du matériel durera du 24 au 27 juillet. Robert de Joly démontrera que l'on peut dormir sous terre sans tente sur son canot retourné. Jean Deudon, Jonquières, le capitaine Vivier et l'adjudant-chef Bedue atteignent le haut de la galerie qui mène la rivière dans le puits du Déversoir. Une grande stalagmite à cet endroit est baptisée la Colonne Deudon. Le groupe des jeunes topographes (Roger Brillot, André Fregnal, Géraud de Lavaur et Jean Lesur) dépasse de 200 mètres l'équipe de pointe (Salle Beamish et Quai aux fleurs), après 5 kilomètres de galeries topographiées. D'après Guy de Lavaur, l'expédition 1948 fut interrompue par la fatigue des hommes et l'usure du matériel,.
L'équipe cinéma constituée de Marcel Ichac, Jacques Ertaud et des frères Maille filment l'expédition et réalisent, en 1949, le film de 17 minutes : Padirac, rivière de la nuit.
William Beamish demande à Guy de Lavaur d'organiser, pour septembre 1949, une expédition d'un type différent : un groupe unique sans recours à d'autres éléments de préparation et de soutien. Dans le but de progresser le plus loin possible, Guy de Lavaur s'entoure de Robert de Joly, Félix Trombe, le docteur Clamagirand, Jean Deudon, Jacques Ertaud, Jonquières et Bernard Pierre. Le matériel fut réduit de manière à ne pas dépasser 25 à 30 kg par personne. Entrés sous terre le 12 septembre 1949 à 19 heures, après un repos à l'aller et au retour au Chaos 1948, ils atteignent la confluence avec la rivière de Joly où ce dernier fait une petite reconnaissance. Dans cette galerie, ils font 450 m vers l'aval et s'arrêtent à la Coulée de l'Avenir. La longueur du réseau reconnu passe à 6 kilomètres. Ils ressortent du gouffre le 16 à 12 h 30.
En 1951, Jean Lesur, une équipe scoute et des spéléologues locaux sont confrontés aux crues et atteignent le bivouac des 5000 (situé à 5 km de l'entrée).
En août 1962 a lieu le raid du Spéléo Club de Paris. Trois équipes, comptant au total 27 hommes, découvrent les allées cavalières et retrouvent la rivière perdue au Déversoir. Elle sera baptisée Rivière de Lavaur. Ils atteignent le siphon terminal après avoir découvert 3,4 km de galeries. Ils remontent aussi 900 m de galeries dans la rivière de Joly. Michel Croce-Spinelli et Jacques Ertaud tournent un film destiné au magazine télévisé Les Coulisses de l'exploit.

### Les explorations depuis 1970

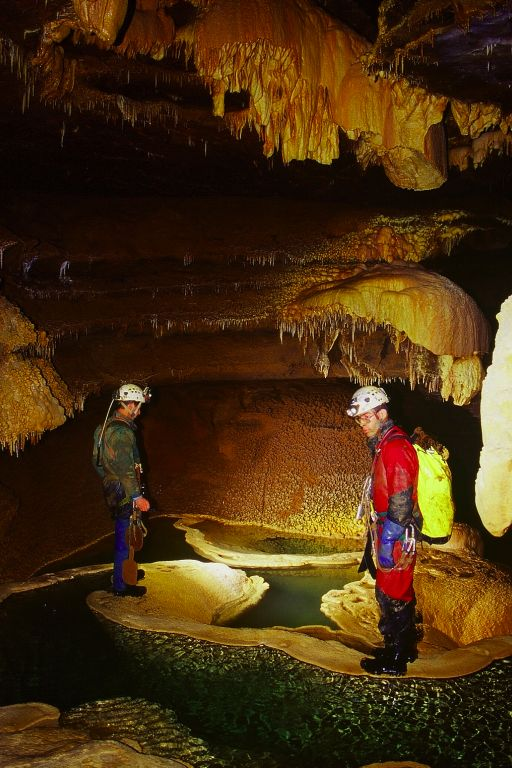
Deux spéléologues dans le réseau de Padirac.

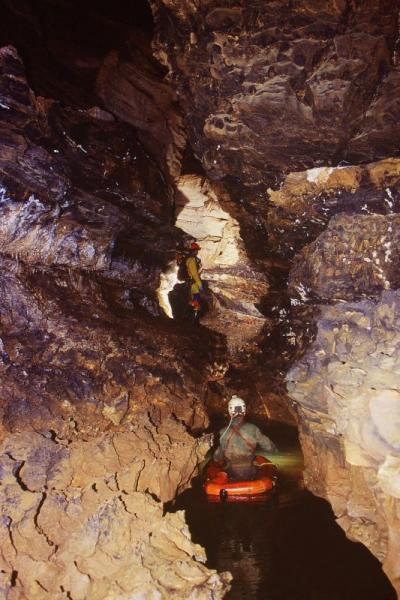
Navigation d'un spéléologue sur un canot dans la rivière de Padirac.

En 1970, Guy de Lavaur autorise les explorations de Padirac par les clubs de spéléologie du Lot. Jean Lesur et de nombreux spéléologues poursuivent l'exploration et la topographie des affluents de la rivière principale. Une étude géologique est réalisée en 1979 par Daniel Larribe
En 1975, Robert Ascargota réalise une escalade au terminus 1962 de l'amont de l'affluent de Joly, le chaos Ascar. Ils butent au bout d'un kilomètre sur un nouveau chaos. En avril 1983, Jean-François Fabriol et Michel Durand parviennent à trouver un nouveau passage dans ce chaos dénommé depuis chaos Fabriol. Derrière, se déroule le boulevard Durand ensuite sur 1 400 m et un grand gisement paléontologique et préhistorique les attend : bois de cerf, os de mammouth et de rhinocéros, silex taillés. 
Les expéditions scientifiques de 1984, 1985 et 1989, autorisées par le ministère de la Culture, sont préparées par J. Lesur, M. Durand et J.-F. Fabriol avec Michel Philippe (paléontologue), François Rouzaud, Jacques Jaubert (archéologues), Robert Fabriol (géochimiste), Bernard Lebreton (biospéléologue), Jean-Pierre Couturié (spécialiste des minéraux lourds).
Les expéditions sont maintenant coordonnées par la commission Padirac du Comité Départemental de Spéléologie du Lot qui capitalise les connaissances sur le réseau. Deux fois par an, des spéléologues de France et d'ailleurs pouvaient contribuer aux découvertes. L'évolution des techniques a facilité les explorations : canots plus résistants, vêtements qui protègent mieux du froid et de l'humidité, équipement de qualité des passages délicats, éclairage à led, eau courante au bivouac des 5 000, tellurophone pour communiquer par moments avec la surface. 
Padirac reste cependant une cavité particulière par la longueur des navigations et la succession des difficultés. L'entraide est obligatoire, ne serait-ce que pour acheminer 30 kg de matériel par personne pour explorer le réseau et vivre en autonomie totale, hors du temps, pendant une semaine.

### Les plongées et la jonction avec les exsurgences
Le 18 juillet 1948, Guy de Lavaur effectue une plongée dans la fontaine Saint-Georges. Il atteint la profondeur de 30 mètres au fond de la vasque d'entrée. À partir de 1973, les plongeurs orientent leurs efforts sur tous les siphons de Padirac.
En 1990, à l'aval de la rivière de Lavaur (terminus 1962), ce sont plus de 2 kilomètres de galeries avec 5 siphons reconnus, le dernier à une profondeur de 35 mètres. Ils sont soutenus par de nombreux porteurs spéléologues lourdement chargés lors d'expéditions qui dépassent fréquemment une semaine sous terre. 
Les exsurgences sous Montvalent sont désobtruées et explorées en plongée. En 1991, à l'exsurgence de la Finou, les plongeurs passent 10 siphons et progressent de 4 500 mètres, dont 1 620 mètres de galeries noyées. En 1993, sept siphons sont franchis à la fontaine Saint-Georges.
L'année 1996 est marquée par la traversée intégrale La Finou – Padirac réalisée par Bernard Gauche aidé par des plongeurs et spéléologues venus du Lot, de Gironde, de Charente et des Deux-Sèvres. En 1995, Bernard Gauche franchit seize siphons depuis l'exsurgence de la Finou. Il reconnaît alors un fil d'Ariane qu'il avait posé l'année précédente lors d'une plongée réalisée au fond du gouffre de Padirac. Le 6 septembre 1996, il s'enfonce à nouveau dans l'exsurgence de la Finou chargé de 40 kg de matériel. Il franchit cinq kilomètres de réseau dont trois kilomètres noyés et, après 22 siphons, il réapparaît au siphon aval de la rivière de Lavaur le 7 à 5 heures du matin. Il est raccompagné jusqu'au bivouac des 5 000 où la nouvelle est annoncée à la surface par tellurophone. Après quelques heures de sommeil et cinq kilomètres de parcours en rivière, il sort du puits de Padirac sous les acclamations de ses amis.
Le 19 octobre 2014 à 14 heures, la traversée de l'exsurgence Saint-Georges située à Montvalent jusqu'au Gouffre de Padirac est réalisée par Clément Chaput. Bernard Gauche est entré dans Padirac le 16 octobre 2014 pour aller à la rencontre de Clément qui avait plongé à l'exsurgence de Montvalent le lendemain. Cette traversée souterraine de 20 kilomètres comporte 15 siphons dont un profond de 75 mètres. Autorisée par la direction de la Société d'Exploitations Spéléologiques de Padirac, elle a nécessité six mois de préparation aux nombreux spéléologues et plongeurs de la Fédération française de spéléologie et de la Fédération française d'études et de sports sous-marins, pour porter les 40 bouteilles de plongée et assurer la logistique,.
Le 10 aout 2015 un nouvel affluent, le réseau des Ayrals situé sur la commune de Miers, a été relié à la rivière de Padirac,,.

## Exploitation touristique

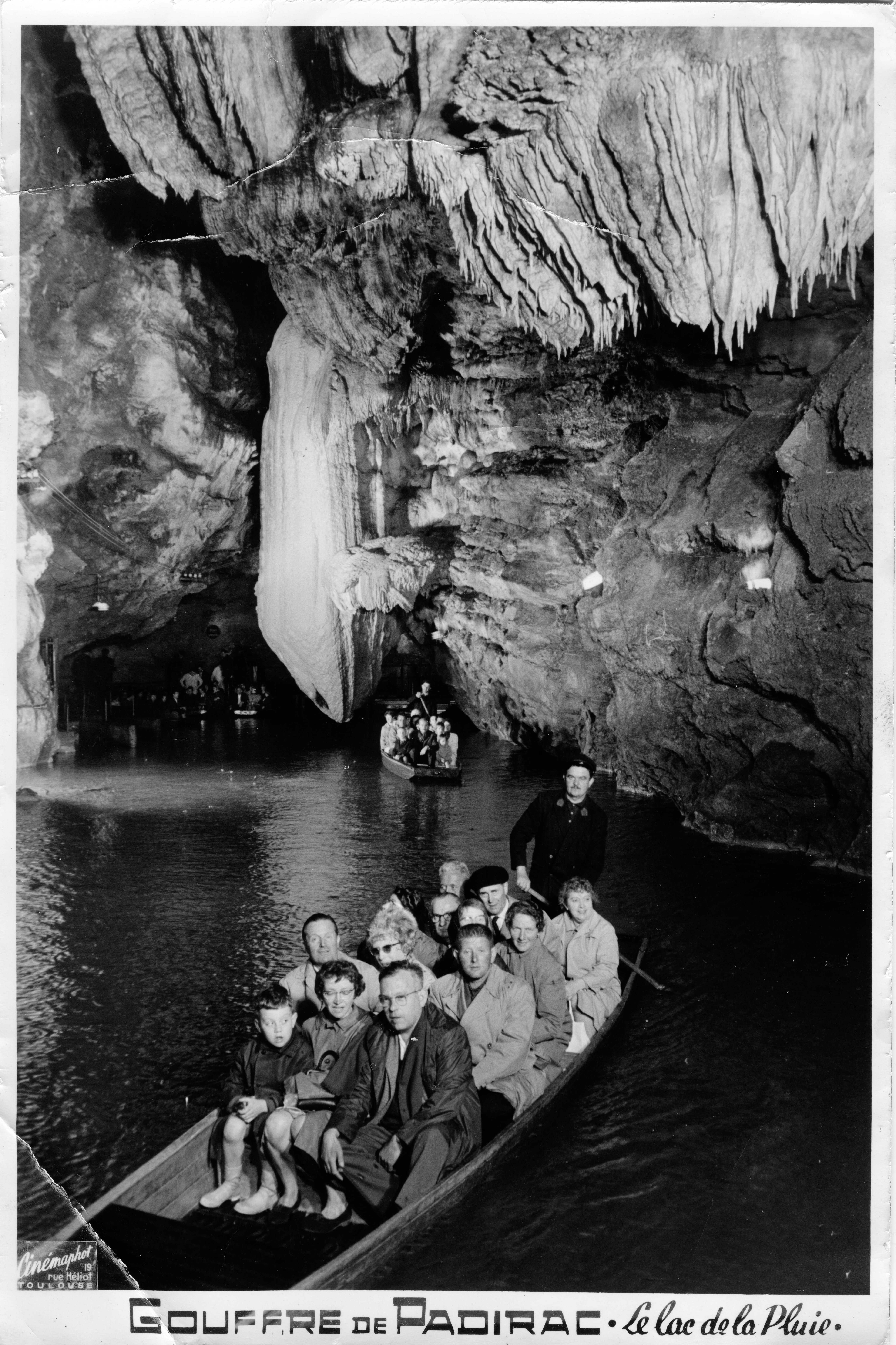
La promenade en barque en 1969.

En 1897 et 1898, Armand Viré fut chargé d'aménager le gouffre. L'escalier métallique fut conçu et fabriqué par la maison Charpentier et Brousse de Puteaux. Les premières visites touristiques eurent lieu le 1er novembre 1898, mais l'inauguration officielle fut organisée le 10 avril 1899 sous la présidence du ministre de l'Instruction publique Georges Leygues. Aujourd'hui 2,5 km de galeries, sur les 42 km explorés, peuvent être visités de la fin mars au début du mois de novembre.
Dès 1900, l'éclairage électrique fut installé sous la direction de l'ingénieur Roumazeilles. En 1906, une petite centrale électrique alimentait le gouffre. Depuis les années 1930, l'accès à la rivière souterraine se fait par ascenseur, le reste de la visite se faisant à pied (environ 1 300 m) et en barque (1 000 m). La longueur de la rivière souterraine est de 20 kilomètres et sa profondeur varie de 50 cm à 6 m sur la partie visitée, la température de l'eau est constante à 12 °C, celle de la grotte est toujours de 13 °C.
Padirac détient le record de fréquentation pour le tourisme souterrain en France : plus de 500 000 visiteurs par an avec un record de 525 000 entrées en 2023. En pleine saison, près de 130 personnes sont employées par la Société d'Exploitations Spéléologiques de Padirac.

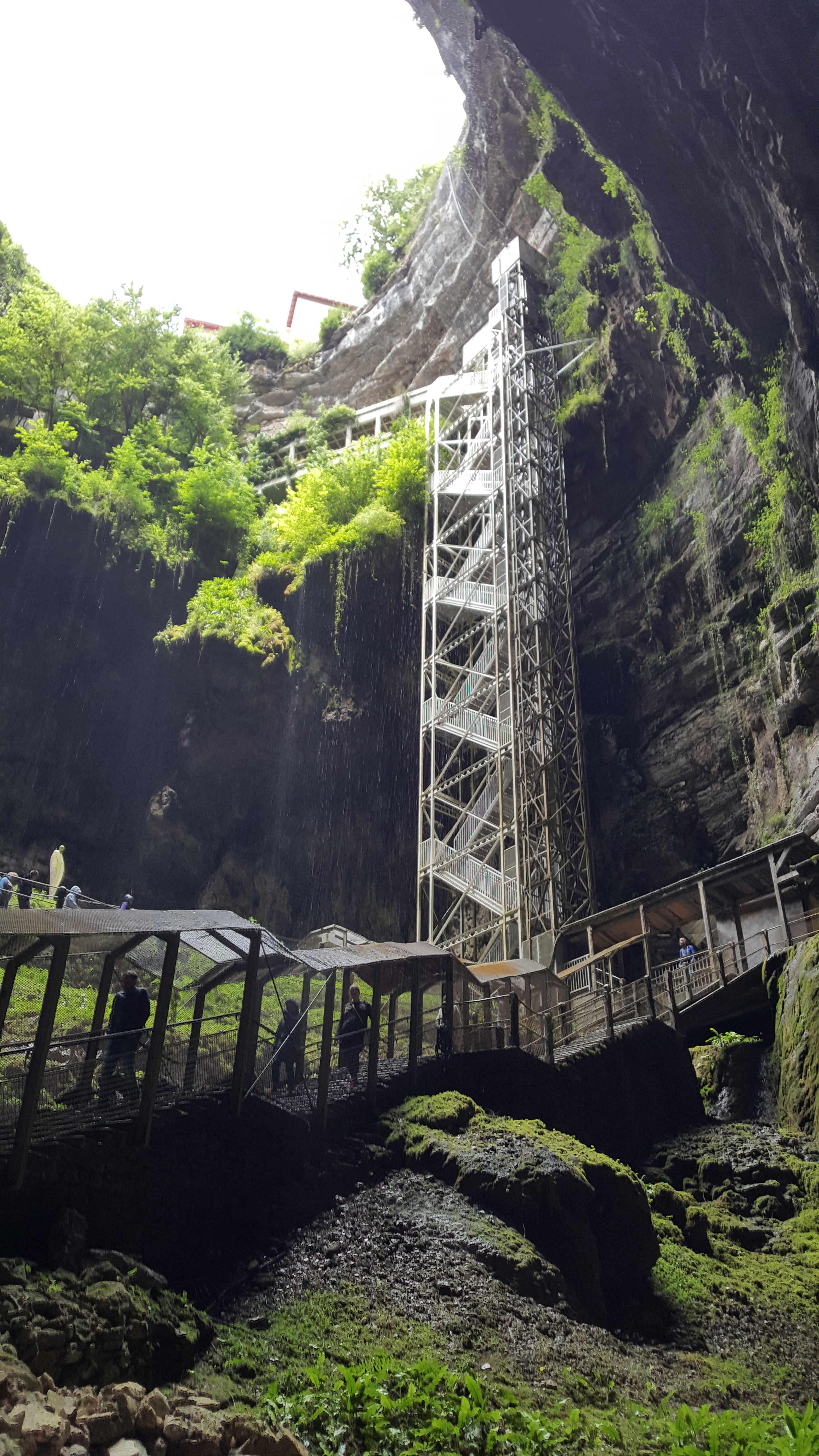
L'escalier d'accès.
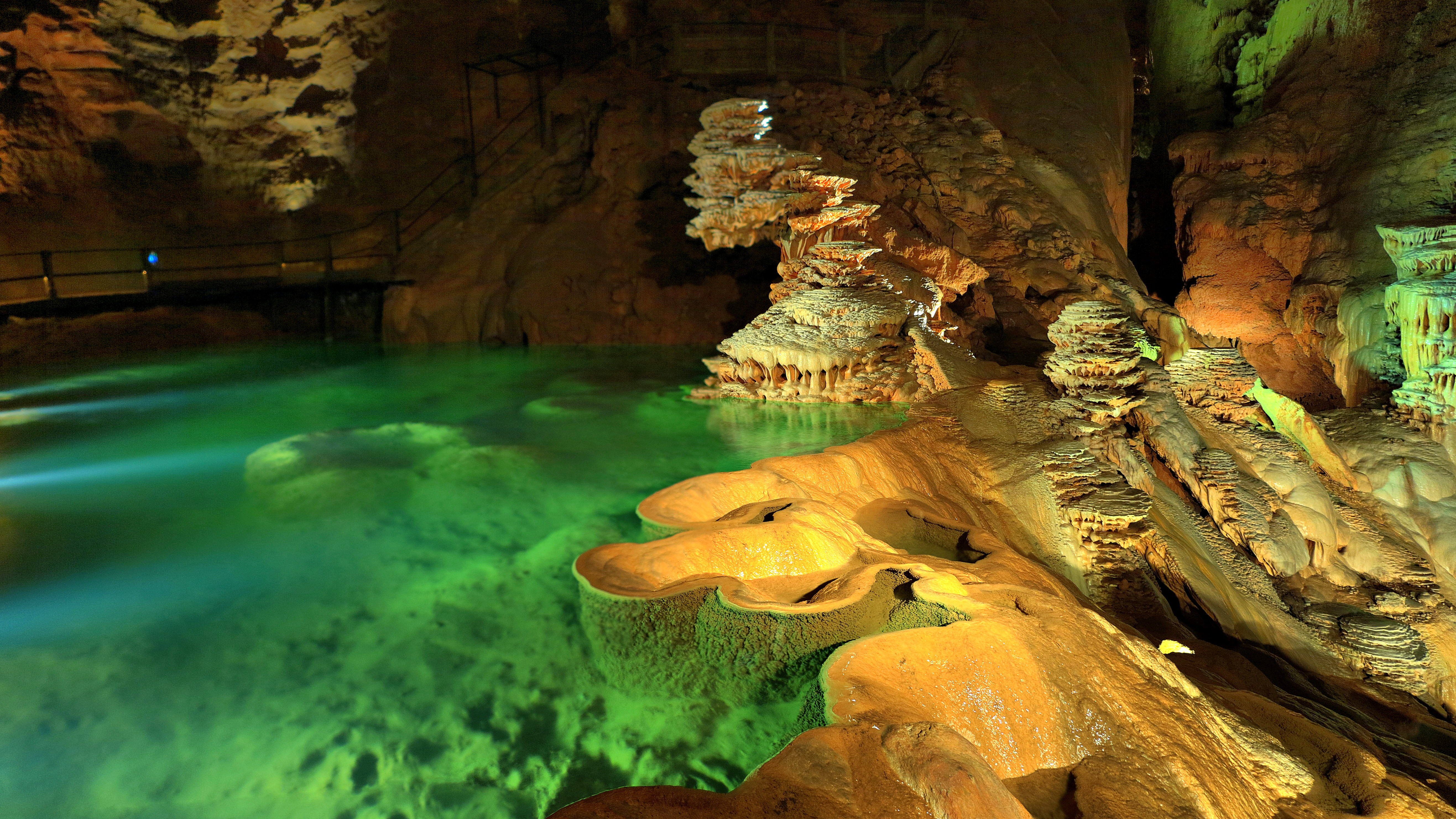
Gour éclairé sur le lac supérieur.
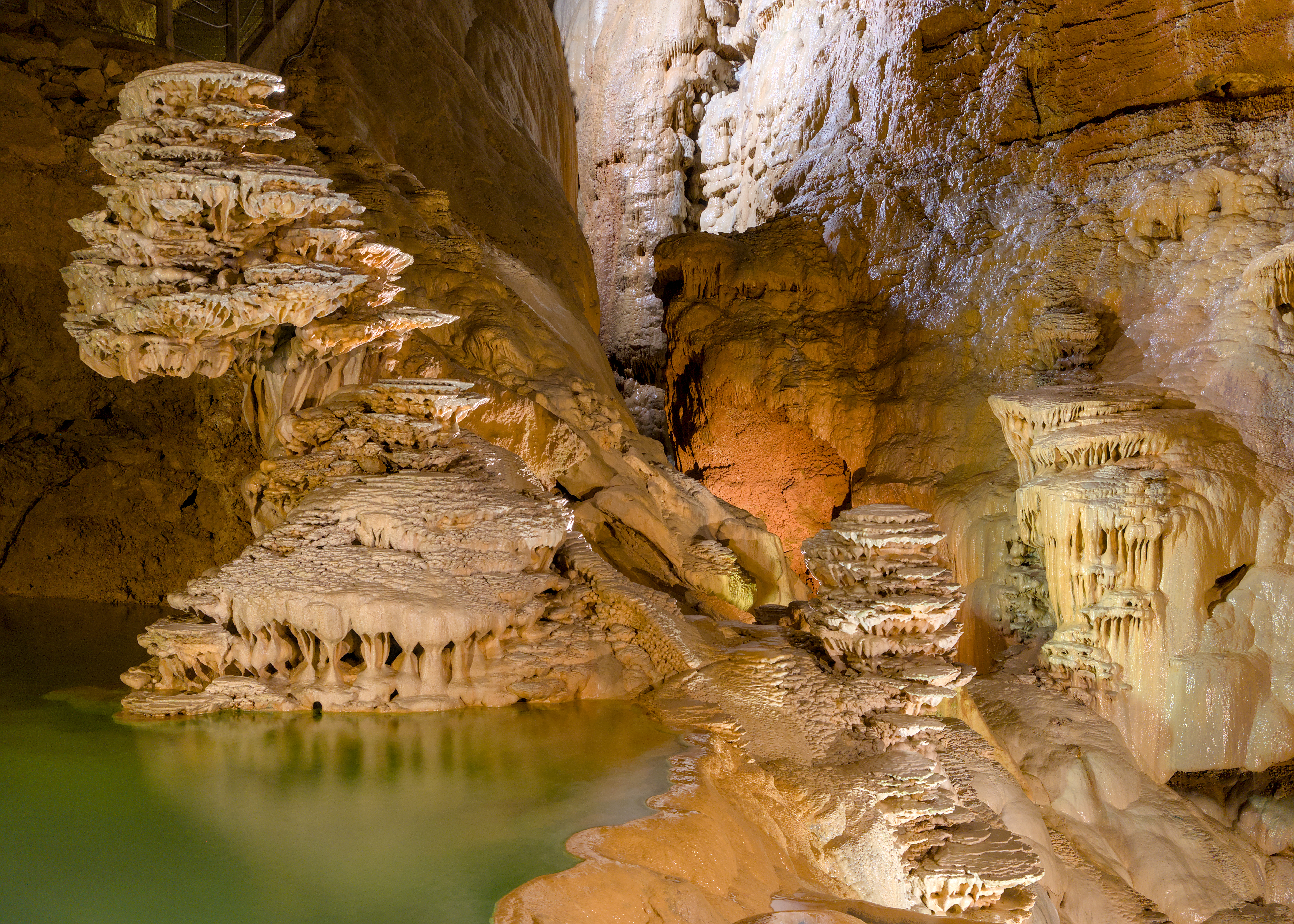
Formations karstiques près du lac supérieur.
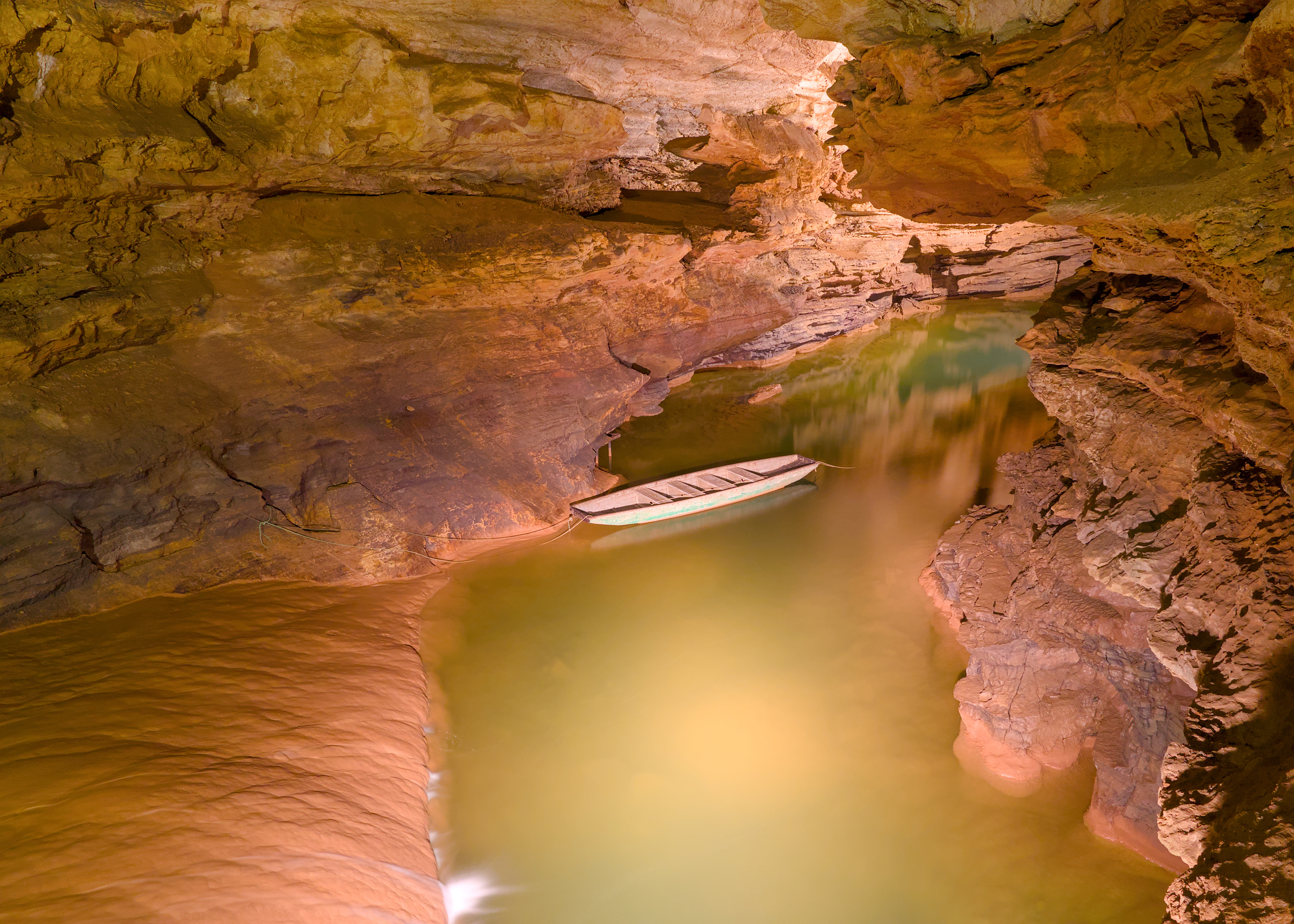
Une barque sur la rivière souterraine.
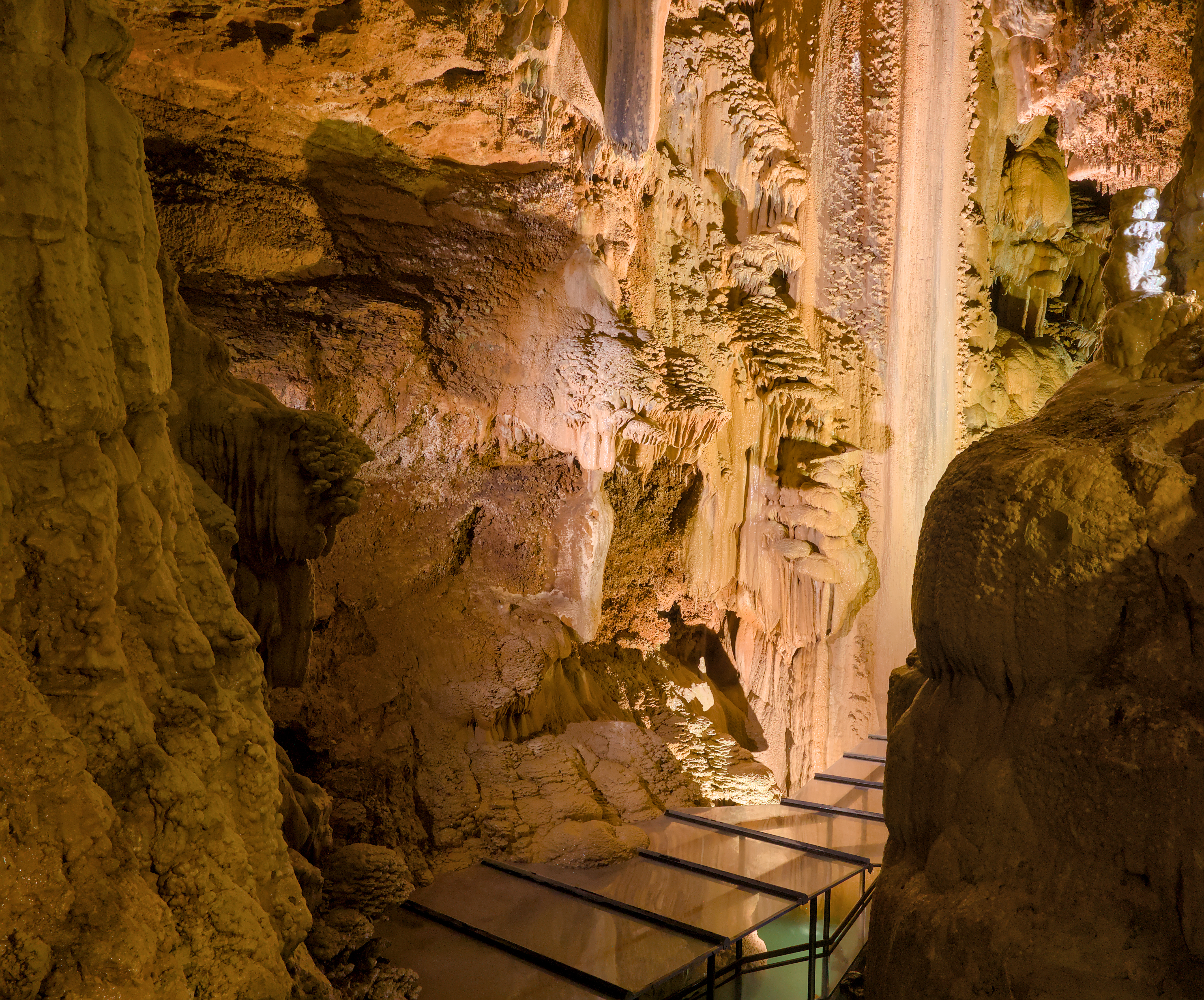
Parois rocheuses encadrant le cheminement des visiteurs.

Depuis 1996 le gouffre est exploité par une société privée de type société anonyme sous le nom de Société d'Exploitations Spéléologiques de Padirac. Cette société a réalisé un chiffre d'affaires de 3 576 200 € en 2011 en hausse à 4 996 500 € en 2017. Le total du bilan est en hausse de 9,18 % entre 2016 et 2017.

## Anecdotes
- Jean Lesur qualifie l'expédition 1949 de cauchemardante et rapporte un pugilat au sommet de la Grande Barrière entre Jean Deudon et Guy de Lavaur, bagarre gagnée aux poings par Deudon[9].
- À propos de l'expédition dans le Gouffre de Padirac de septembre 1982, à laquelle participaient des militaires grenoblois, qui s'était terminée par une rébellion suivie d'une grève de la faim, Jean Lesur explique : On ne fusille pas à Padirac parce qu'il n'y a pas d'aube[9].
- Michel Philippe (paléontologue), venu en 1984 analyser le gisement de l'affluent Robert de Joly contenant des os de mammouth, surprend les membres de l'expédition en se présentant comme un spécialiste des troisièmes molaires des rongeurs, mais précise rapidement qu'il connait aussi les grands animaux[9].
- Dans la nuit du 5 au 6 août 2018, trois touristes espagnols sont restés bloqués à l'intérieur du gouffre de Padirac après avoir échappé à la procédure de contrôle visuel de la fermeture du site. À leur remontée, ils ont été pris en charge par les pompiers. Ils sont ressortis « fatigués » mais en « bon état de santé »[25].

### Reportage radiophonique
- Padirac et ses guides, documentaire de Patrick Cazals et Brigitte Alléhaut, rediffusé sur France Culture le 10 juillet 2007 dans l'émission « Sur les Docs » de l’émission « Grand angle » du 29 juin 1996, format wma 14 Mo.

### Télévision
- On peut voir le gouffre dans un épisode de la série de France 3 Meurtres à Rocamadour (diffusé en mai 2014).

### Vidéos
- [vidéo]  [vidéo] « Au coeur du Gouffre de Padirac » : « 45 min 25 s », 28 février 2018, Youtube (consulté le 3 mars 2019).